# 超潜伊10001須佐之男号
超潜伊10001 須佐之男号（すさのおごう）は架空戦記『紺碧の艦隊』、その続編『新・紺碧の艦隊』に登場する潜水艦である。「須佐之男」の名はスサノオミコトに由来する。

## 経緯・特徴
後世第二次世界大戦後半から建造が旅順の秘密ドックで行われ、大戦末期に完成した。建造に当たっては核融合炉・電磁推進実験艦として建造された潜伊3001 亀天号から得たデータが大いに活かされた。第三次大戦勃発時、それまでの「伊号10001潜」の呼び名から「伊〇1（まるいち）超速潜」と改められた。
高速で潜水航行するためイルカを思わせる外観を持ったチタン系合金製の船体の表面は高分子ポリマーで覆われて水流抵抗を著しく抑え、その内部には高性能コンピューターを装備し、ドイツ（神聖欧州帝国）側の暗号は大抵解読可能。小説版ではその高速航行性能を限界まで発揮し、第三次世界大戦末期の黒海潜入作戦 において「機雷封鎖されたボスポラス海峡」を電磁推進最高速からの初速を生かしたジャンプと艦底構造のWiG効果にて海面浮上滑走で突破するという奇策を見せた。
艦内は普通の潜水艦では考えられないほど広く、艦長以外の上級士官も個室があり、下士官でも相部屋ではあるがきちんと割り当てられた居住スペースを与えられている。
主機の豊富な電力によって、艦内機器のハイテク化は進み、長期行動時の余暇のためにジムや小型プールなどのレクリエーション施設まで備えられている。

## 諸元（『新・紺碧の艦隊』原作版）
- 全長:160m
- 艦幅:17.8m（水中翼は除く）
- 艦高:24m
- 排水量:9,800t（水上）・12,400t（水中）
- 主機関：レーザー核融合[2]熱交換方式エンジン
- 出力：軸出力換算30万馬力以上
- 最高時速:毎時32ノット（ウォータージェット推進時）・毎時100ノット（電磁推進時）・160km/h（浮上滑走時）
- 潜航深度限界：1,200メートル（設計時、厳秘により限界深度は不明）
- 乗員:100人+α

### 武装
- 62cm魚雷発射管:12門（前部8・後部4）
- 対艦･対地噴進弾発射筒:7基（浅深度海中発射可）
- 中距離対空噴進弾発射筒:6基

※他、近距離対空噴進弾など、秘密装備を搭載。

### 搭載艇
- 海底匍匐戦車　海鼠:1艇

### 艦内人事
艦長
入江九市
発令室長
伊藤正典
航海長
蔵田育之進
電戦室長
藤田弘之進

## コミック版での須佐之男号
コミック版『紺碧』、『新・紺碧』では居村の作風の下、「紺碧の艦隊』小説版に似た武骨な形状になっており、武装も舷側に引込式の魚雷発射管が数基仕込まれ、高速戦闘潜水艇『草薙号』を搭載している。
『新・旭日』では『新・紺碧』小説版通りの「イルカに似た『有機的フォルム』」 になっている。
『新・紺碧』の未完部分である、飯島祐輔『新・旭日の艦隊 須佐之男死闘篇』では、上記2種とも違う、「葉巻型船体の後方に上下左右4つのフィンが付いた」形状となっている。
なお、『新・紺碧』3巻は航行中の場面で終わっており、『須佐之男死闘篇』は、その直後からの話で、ドック入りなどが行われた訳ではないのに、突然、形が変わるため、本編中では楽屋ネタを織り交ぜて乗り切っている。
ちなみにOVA版では終盤で建造中の姿で登場するものの完成した姿を見ることは無かった。

## 電光（コミック版『新・旭日の艦隊』）
電光とは漫画版『新・旭日の艦隊』に登場する潜水艦。須佐之男号の姉妹艦であるが、新日本武尊を支援する事が主目的のため、須佐之男号より電子戦兵装を減らし、その分水中格闘戦に特化している。
須佐之男号と比較すると艦形が葉巻型になっており、舷側に40基以上の可動式墳進弾発射機を装備している。それ以外の諸元は須佐之男号と殆ど変わらない。

### 諸元
仕様諸元は、須佐之男号とほぼ同等
- 全長:160m
- 艦幅:17.8m
- 艦高:24m
- 排水量:9,800t（水上）・12,400t（水中）
- 最高時速:100ノット（電磁推進時）
- 乗員:100人

### 武装
魚雷発射管、舷側噴進弾発射機など。

## 注記
1. ↑  コミック版では新・旭日の艦隊第10巻にて、第三次改装がなった日本武尊が黒海突入作戦を行った。
2. ↑  「後世世界の技術跳躍」を考慮したとしても、『潜水戦艦』化した日本武尊の存在を凌ぐオーバーテクノロジーである。
3. ↑  『新・紺碧』『新・旭日』両方のデザイン設定を行い、須佐之男号の新デザインを考案したのは作者の飯島祐輔本人である。

## 関連資料
- 新・紺碧の艦隊 1 超潜出撃須佐之男号 幻冬舎ノベル、1998年2月16日刊行　ISBN 4-87728-923-2